# Litoscalpellum laccadivicum
Litoscalpellum laccadivicum är en kräftdjursart som först beskrevs av Annandale 1906.  Litoscalpellum laccadivicum ingår i släktet Litoscalpellum och familjen Scalpellidae. Inga underarter finns listade i Catalogue of Life.